# Gamigo
Gamigo AG — компанія-видавець онлайн-ігор, що розташована в Гамбурзі, Німеччина. Вона спеціалізується на багатокористувацьких рольових онлайн-ігор та ліцензуванні ігор для північноамериканської та європейської аудиторії. Раніше компанія працювала під доменом gamigo.de — онлайн журнал для комп'ютерних ігор.
Раніше gamigo видавала власні MMORPG, а також MMO-ігри сторонніх розробників. Наразі gamigo всі ігри розповсюджує за бізнес-моделлю free-to-play та використовує систему мікроплатежів для отримання прибутку.

## Історія
У 2000 році Gamigo була заснована братами Хольгером, Ральфом і Рольфом у місті Райне за підтримки фінансових інвесторів BMP і AS. Спочатку компанія функціонувала як онлайн-журнал для ПК та консольних ігор.
У травні 2001 року Gamigo придбала ліцензійні права на гру «Четверте одкровення» (The Fourth Revelation) і стала видавцем першої локалізованої німецькою мовою онлайн рольової гри. У цьому ж році відбулося створення акціонерного товариства під назвою Gamigo AG.
У наступні роки компанія запропонувала інші локалізовані ігри німецькою мовою, серед яких Anarchy Online (травень 2002 року), Tactical Commanders (червень 2003 року) та Puzzle Pirates (травень 2004 року).
У 2008 році Gamigo опублікувала Last Chaos і Fiesta Online. Компанія розширила свою діяльність на інші європейські країни, запустивши французьку та іспанську версії цих ігор. У тому ж році Axel Springer AG придбала всі акції компанії BMP, і Gamigo стала 100%-вим дочірнім підприємством Axel Springer AG. Last Chaos також був запущений в Польщі, де він досяг більше мільйона зареєстрованих гравців в Європі.
У 2010 році Gamigo опублікувала свою першу гру власного виробництва — Cultures Online, яку розробила німецька студія Funatics. Наприкінці того ж року компанія придбала частку в німецькій студії Reakktor Media. Спільно з цією студією було розроблено та запущено онлайн-гру Black Prophecy. У 2011 році Gamigo придбала 20,1% акцій корейської студії Monson Soft, розробника гри Fiesta Online.
У жовтні 2012 року Axel Springer AG продала всі акції Gamigo AG стратегічному інвестору Samarion. 28 червня 2013 року Gamigo оголосила про придбання онлайн-спільноти gulli.com через свою дочірню компанію Gamigo Advertising GmbH.
7 грудня 2013 року Gamigo AG отримала північноамериканську ліцензію на публікацію гри Last Chaos, розробленої Aeria Games.
30 липня 2014 року Gamigo AG отримала російську ліцензію на той самий товарний асортимент Last Chaos від Aeria Games.
У жовтні 2018 року Gamigo придбала компанію Trion Worlds, що стоїть за розробленням таких відеоігор, як Trove, Atlas Reactor, Defiance 2050, ArchAge тощо, за нерозкриту суму коштів. Внаслідок чого, новопридбаному підприємству довелося скоротити кількість власних співробітників із близько двохсот осіб до п'ятдесяти у своїх дочірніх студіях. Як відомо, компанія мала дочірні студії в Редвуд-сіті, Каліфорнія та Остіні, Техас, окрім головного офісу в Гамбурзі.

## Бізнес-модель
Спочатку Gamigo пропонувала свої онлайн-рольові ігри за моделлю щомісячної підписки. Однак, з часом стало зрозуміло, що лише найбільші проекти здатні залучити достатню кількість абонентів завдяки ефективному маркетингу та PR-підтримці для забезпечення довгострокової життєздатності. На ранніх етапах компанія також розглядала модель free-to-play (безкоштовно для завантаження), яка стала популярною у країнах Азії. Замість абонентської плати, у таких іграх гравці можуть придбати предмети в преміум-магазинах, які покращують ігровий досвід або економлять час. Серед популярних товарів у таких магазинах — прискорювачі (що надають бонуси, досвід або внутрішньоігрову валюту), а також різноманітні косметичні предмети, спецодяг і домашні вихованці.

## Нагороди
- Black Prophecy — Massively's Best of E3 2010[5]
- Jagged Alliance Online — Deutscher Entwicklerpreis Bestes Browsergame 2012[6]

## Ігри
| Браузерні ігри                                                          | Клієнтські ігри | Встановлювальні або неопубліковані ігри |
| ----------------------------------------------------------------------- | --- | --- |
| - Cultures Online - Jagged Alliance Online - Pirate Galaxy - UFO Online | - Champions of Regnum - Fiesta Online - Golfstar - Heroes in the Sky - King of Kings 3 - Last Chaos - Loong: Power of the Dragon - Otherland - Soul Master | - Anarchy Online - Black Prophecy - Bloody Bite - Die 4. Offenbarung - Dreamlords - Dungeon Empires - Elements of War Online - Goal United - Grimlands - Level R - Magic Campus - Martial Empires - Mytheon - Navy Field - NeoSteam - Nexus Conflict - Patrizier Online - Puzzle Piraten - Shot Online - Slapshot Underground - Smash Online - Tactical Commanders - The Witcher: Versus - War of Angels |